# Acanthodoxus machacalis
Acanthodoxus machacalis é uma espécie de cerambicídeo da tribo Acanthocinini (Lamiinae), com distribuição restrita ao Brasil.

## Distribuição
A espécie tem distribuição nos estados brasileiros do Espírito Santo e Minas Gerais.